# ロイヤリスト

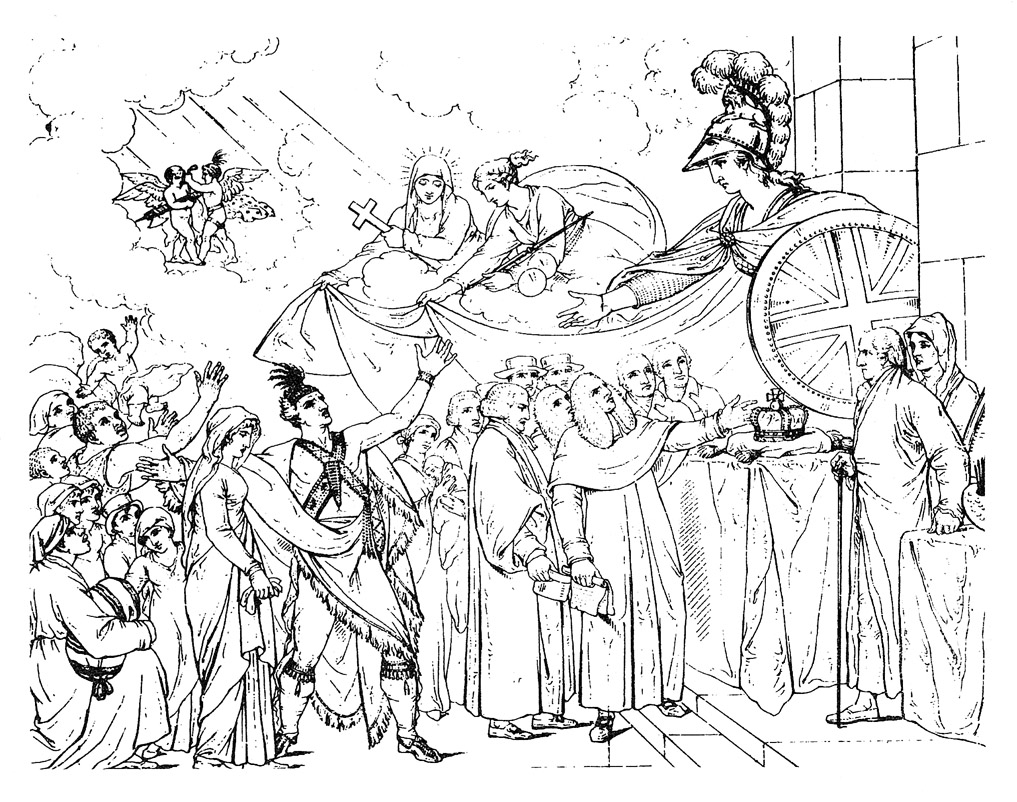
アメリカ大陸から亡命してきたロイヤリストに対し、女神ブリタニアが慰安し報償を約束する「1783年大英帝国によるアメリカ・ロイヤリストの受容」（モーゼスとベンジャミン・ウエストによる彫刻画）。

ロイヤリスト（英: United Empire Loyalists、ユナイテッド・エンパイア・ロイヤリスト、王国忠誠派）は、アメリカ独立戦争で革命側（アメリカ合衆国）に反してグレートブリテン王国を支持した植民地の住人。英語で、革命家はパトリオット（愛国者）と呼ばれ、ロイヤリストはトーリーや王党派（King's Men）とも呼ばれていた。戦争後、多くのロイヤリストがカナダに避難していった。
現在のカナダでは、ロイヤリストの子孫には「UE」（意味：帝国の一致）の称号が使われる。

ユナイテッド・ロイヤリストの国旗。グレートブリテン王国の国旗にほぼ同じだが、大きさが異なり、アメリカ合衆国国旗のように横に長い。

なお、北アイルランドにおけるユニオニスト（イギリスとの連合維持派）のうち、準軍事組織に関わる強硬派のこともロイヤリストと呼ぶことがある。
loyalistを直訳すると「忠誠（loyal）主義者（-ist）」だが、カタカナ書きでは同じく「ロイヤリスト」となるroyalistは「王権（royal）主義者（-ist）」である。両者は同一の勢力を指すことも多いため混同されやすい。